# کوین واتلی
 کوین واتلی (انگلیسی: Kevin Whately؛ زادهٔ ۶ فوریهٔ ۱۹۵۱) یک هنرپیشه اهل بریتانیا است. وی از سال ۱۹۷۹ میلادی تاکنون مشغول فعالیت بوده‌است.
از فیلم‌ها یا برنامه‌های تلویزیونی که وی در آن نقش داشته است، می‌توان به بیمار انگلیسی و طبابت در پیک اشاره کرد.